# داستن هوج
داستن هوج (بالإنجليزية: Dustin Hogue)‏ مواليد 30 يونيو 1992 في يونكيرس، هو لاعب كرة سلة أمريكي. بدأ مسيرته الاحترافية في سنة 2015. يلعب مع أكويلا باسكت ترينتو في ليغا باسكيت الدرجة الأولى كلاعب وسط. يحمل الرقم 22. يبلغ طوله 6 قدم 6 بوصة (2.0 م).

## روابط خارجية
- داستن هوج على موقع الدوري الأوروبي لكرة السلة (الإنجليزية)
- داستن هوج على موقع كرة السلة الأوروبية.كوم (الإنجليزية)
- داستن هوج على موقع DraftExpress.com (الإنجليزية)
- داستن هوج على موقع كلية كرة السلة في سبورتس رفرنس.كوم (الإنجليزية)
- داستن هوج على موقع ريلجم (الإنجليزية)
- داستن هوج على موقع بروبوليرز (الإنجليزية)
- داستن هوج على موقع سبورتس رفرنس (الإنجليزية)